# Pennaria disticha
L'idroide piumato (Pennaria disticha Goldfuss, 1820) è un idrozoo della famiglia Pennariidae, diffuso nel mar Mediterraneo.

## Descrizione

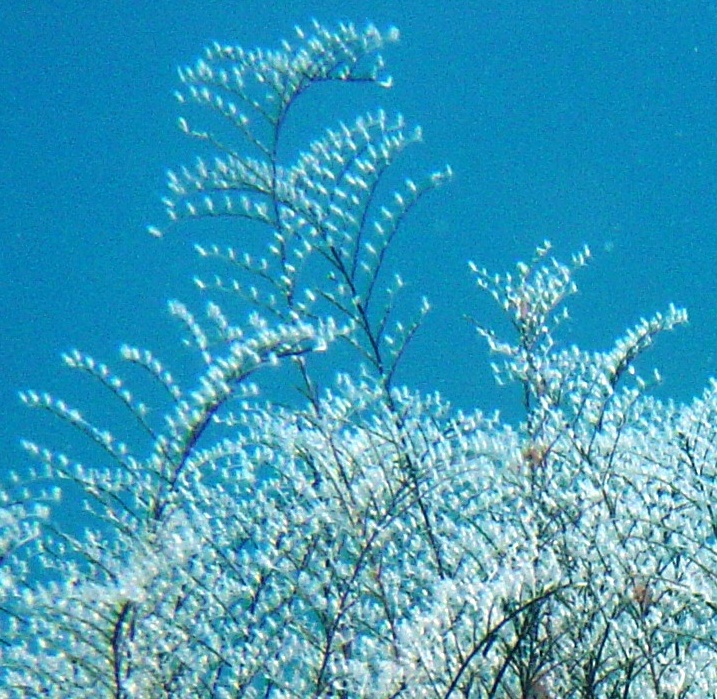

È una forma polipoide sessile che dà vita a fitte colonie  ramificate, con accrescimento verticale, alte 10-30 cm, con verticilli di  tentacoli urticanti il cui aspetto ricorda quello di una piuma. 

## Distribuzione e habitat
È presente nelle aree costiere dell'oceano Atlantico e del Pacifico occidentale. 
È comune in tutto il mar Mediterraneo con l'eccezione dell'alto Adriatico.
Vive su substrati rocciosi poco profondi e ben illuminati, in zone esposte alle correnti,  da 1 a circa 50 m di profondità.